# 海莉·班奈特
海莉·班奈特（英語：Haley Bennett，原名為 Haley Loraine Keeling，1988年1月7日—）是一名美國女演員、歌手和舞蹈家。

## 生平
海莉·班奈特的父母分別是羅納多（Ronald Keeling）與蕾拉娜（Leilani Dorsey Bennett），生於美國佛羅里達州的諾貝爾市。在她孩童時期，她與父親一同住在俄亥厄州的史陶鎮，就讀Stow-Munroe Falls高中，之後才回到諾貝爾市。之後，她在諾貝爾市的Barron Collier高中學習音樂與演技。接著，她也在巴比松藝術學校（Barbizon school）學習走秀與演技。2005年夏天，她隨母親來到加州洛山機就讀高中，以尋求出道的機會。
班奈特在2007年的浪漫喜劇《K歌情人》中與休·格蘭特、茱兒·芭莉摩合作，並成功飾演流行歌手科拉·考曼。海莉演唱了劇中許多首曲子，包括《Way Back into Love》。而《Entering Bootytown》與《Slam》也在劇中演唱會的一幕有片段的演唱。歌曲《Invincible》則作為片尾的制作名單的背景音樂，雖然也只唱了半首。
2007年2月版的GQ雜誌有一則她的特刊。同年，她與550 Music/NuSound Records（Epic Records的姊妹公司）簽約，並開始製作她的第一部個人專輯。她將這部作品獻給她的拉丁美裔前男友馬些路·坎那拉斯（Marcelo Canelas）。這張專輯也與歌手兼撰詞人雪莉·史考特（Shaley Scott）合作。
她與華納兄弟簽下了三部片約。並在她的第二、三部作品《大學新人》（College）與《惡靈契約》（The Haunting of Molly Hartley）裡飾演主角。並在《馬利與我》客串演出。此外，她也出現在格雷格·拉斯威爾的音樂錄影帶《Girls Just Wanna Have Fun》裡，並在謝加·卡普爾（Shekhar Kapur）的短篇電影裡演出。在2010，她演出喬·丹蒂（Joe Dante）的恐怖片《3D無底洞》。
班奈特的第一個個人演唱會於2008年6月19日在洛杉磯展開。並在10月於《好萊塢青春女星》的《Teen Vogue》雜誌裡亮相。
班奈特在2010年美國FX頻道新一季的《Outlaw Country》參與演出。

## 作品列表

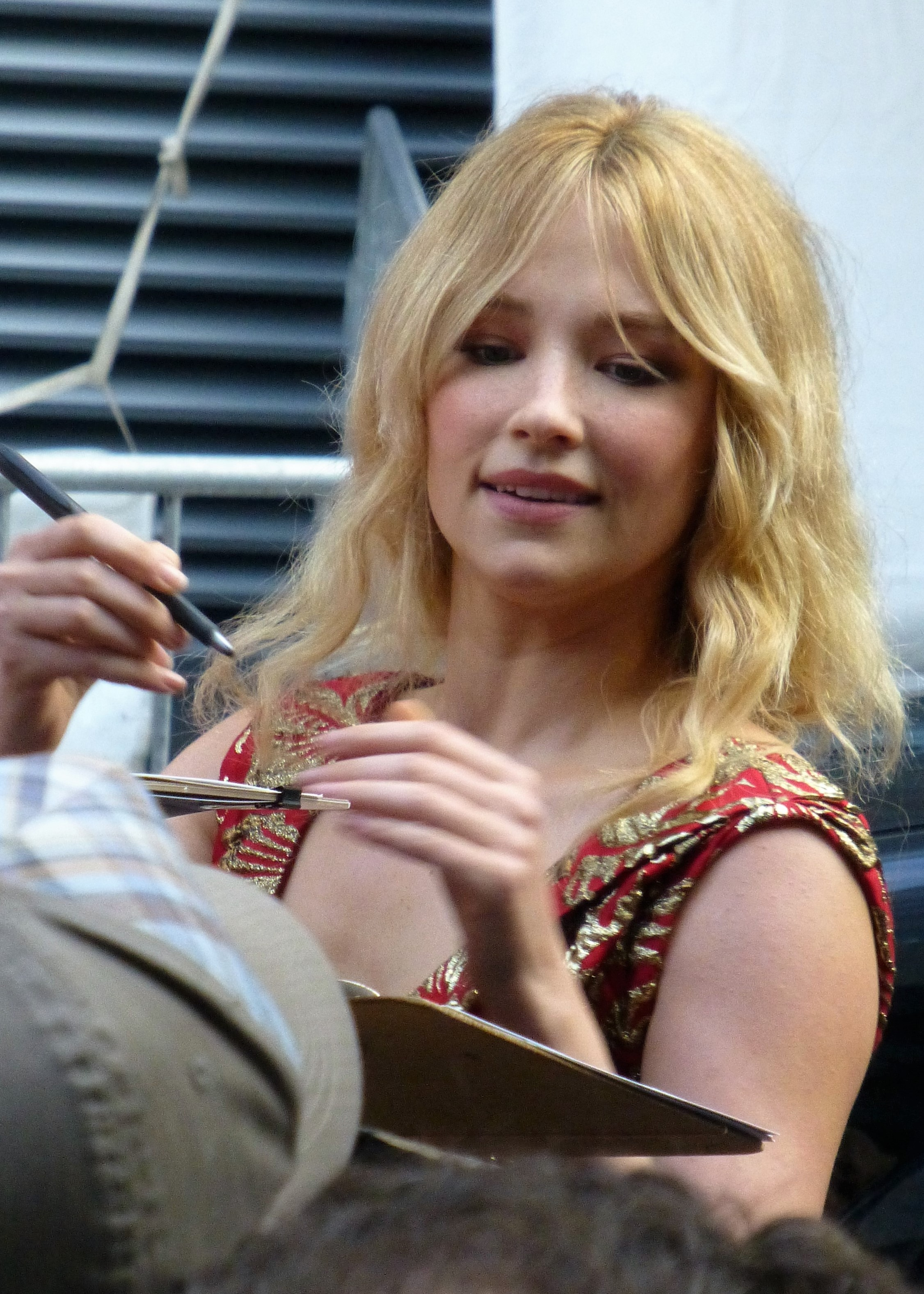
班奈特出席於2016年多倫多國際影展

### 電影
| 年份   | 片名                     | 角色                             | 附註 |
| ------ | ------------------------ | -------------------------------- | ---- |
| 2007年 | 《K歌情人》              | 科拉·考曼（Cora Corman）         |      |
| 2008年 | 《大學新生》             | 肯德爾（Kendall）                |      |
| 2008年 | 《惡靈契約》             | 莫莉（Molly Hartley）            |      |
| 2008年 | 《馬利與我》             | 莉莎（Lisa）                     |      |
| 2009年 | 《Passage》              | 艾比（Abby）                     |      |
| 2009年 | 《阿卡狄亞迷失地》       | 夏洛特（Charlotte）              |      |
| 2010年 | 《3D無底洞》             | 茱莉·坎貝兒（Julie Campbell）    |      |
| 2010年 | 《迷幻異域：入侵潛意識》 | 史黛拉（Stella）                 |      |
| 2014年 | 《私刑教育》             | 曼蒂（Mandy）                    |      |
| 2014年 | 《堕落之後》             | 露比（Ruby）                     |      |
| 2014年 | 《克莉絲堤：殺人網站》   | 賈絲汀（Justine）                |      |
| 2015年 | 《超狂亨利》             | 艾絲黛兒（Estelle）              |      |
| 2016年 | 《列車上的女孩》         | 梅根（Megan）                    |      |
| 2016年 | 《絕地7騎士》            | 艾瑪（Emma Cullen）              |      |
| 2017年 | 《感謝您為國效力》       | 莎絲奇亞·蘇曼（Saskia Schumann） |      |
| 2019年 | 《吞噬》                 | 亨特（Hunter）                   |      |
| 2019年 | 《紅海深潛》             | 蕾秋（Rachel Reiter）            |      |
| 2020年 | 《神棄之地》             | 夏洛特·羅素（Charlotte Russell） |      |
| 2020年 | 《絕望者之歌》           | 林賽·凡斯（Lindsay Vance）       |      |

## 參照
1. ↑  . AskMen.com. IGN Entertainment, Inc. 2007  [2010-08-18]. （原始内容存档于2017-08-27）. Haley Keeling was born in 1989 in Fort Myers, Florida, but she was raised in Naples, Florida and in Ohio.
2. ↑  Rich, Kate. . The Review (Alliance Publishing Co, LLC). 2007-02-14  [2010-08-18]. （原始内容存档于2011-07-26）. ...where she attended Stow High School in her freshman and sophomore years.
3. ↑  Sever, Mike. . Record-Courier (Record Publishing, LLC). 2007-02-15  [2010-08-18]. （原始内容存档于2008-03-18）.
4. ↑  Gay, Jason. . GQ.com. Condé Nast Digital. January 2007  [2010-08-15]. （原始内容存档于2015-04-02）.
5. ↑  . IMTA. 2006-03-15  [2007-09-01]. （原始内容存档于2007-02-28）.
6. ↑  . CraveOnline. Dread Central Media, LLC. 2010-07-30  [2010-08-15]. （原始内容存档于2012-10-17）. The Hole stars Teri Polo, Haley Bennett, Bruce Dern, Chris Massoglia, and Nathan Gamble.
7. ↑  Abrams, Natalie. . TVGuide.com. TV Guide. 2010-07-06  [2010-08-15]. （原始内容存档于2013-11-05）. Luke Grimes and Haley Bennett will star in Outlaw Country opposite Mary Steenburgen, an FX rep confirms.

## 外部連結
- Official website （页面存档备份，存于）
- Haley Bennett在互联网电影资料库（IMDb）上的資料（英文）
- 在AllMovie上海莉·班奈特的頁面（英文）
- Haley Bennett的MySpace主頁
- Haley Bennett V.S Cora Corman